# Musée-Centre d'art du verre à Carmaux
Le Musée/Centre d'art du verre est un musée d'art contemporain et d'histoire sur le thème du verre situé dans l'agglomération de Carmaux (Tarn, Midi-Pyrénées).

## Un musée et un centre d'art
Un musée et un centre d'art dédié au verre, alliant le patrimoine et les usages du verre dans l'art contemporain ou quand collections rimes avec créations. Élément d'un projet plus vaste initié par la communauté de communes du Carmausin, le musée a été réalisé dans le bâtiment de la première verrerie (exposition d’œuvres contemporaines, histoire locale, exposition annuelle de prestige), sur le territoire de la commune de Blaye-les-Mines. La modernisation du musée a débuté en 2006. Avec l’aide d’un muséographe, le projet vise à repenser et à structurer le musée pour qu’il devienne un lieu incontournable et unique du verre en Midi-Pyrénées. Il est ouvert durant 6 mois, du mois de mars/avril au mois d'octobre.
Un réseau de sites partenaires a été mis en place au niveau régional et se développe en s’appuyant notamment sur les professionnels du verre. Parallèlement à cette démarche, le rapprochement avec de grands noms du verre en France et à l’étranger a été mis en œuvre (CERFAV, Centre européen de recherches et de formation aux arts verriers, Marinha Grande au Portugal, CIRVA de Marseille, MUDAC de Lausanne, CIAV de Meisenthal, Musée du verre contemporain de Sars-Poterie…). En outre, les différents partenariats établis avec des acteurs du monde de l'art contemporain (plasticiens, centre d'art…) confèrent un caractère unique au projet.
Le musée est fermé au public depuis avril 2019.

## La biennale
La biennale du verre est l’événementiel du projet Pôle verrier.

## L’atelier verrier
Aménagé dans l’ancienne chapelle du domaine, il représente la partie vivante du Pôle verrier. Son objectif général est de refaire vivre la tradition verrière sur le territoire en y attirant de jeunes professionnels de l’art verrier, dans l’espoir d’une installation concrète sur le Carmausin. Son équipement de qualité permet de réaliser des pièces dans les techniques principales du travail du verre : verre soufflé, casting, fusing, thermoformage, travail au chalumeau.

## Le parc
Le Domaine de la verrerie et son parc, lieu historique de la création par le chevalier de Solages de la première verrerie à charbon du Sud-Ouest (autorisation royale de 1752), est l’écrin dans lequel doit s’épanouir le projet. Après une étude préalable conduite par un paysagiste, les travaux de mise en valeur du parc du domaine ont débuté en 2006 et doivent se poursuivre avec comme objectif à moyen et long terme l’installation d’œuvres monumentales en verre.